# Toksicitet
Toksicitet, fra græsk toxikon, "pilegift", er den grad hvortil et stof kan skade en organisme, og derfor en måde at måle stoffets giftighed. Giftstoffer af biologisk oprindelse kaldes ofte toksiner.
Et centralt punkt indenfor toksikologi er toksicitet afhænger af dosering. Selv stoffer, der normalt ikke betragtes som giftige kan have en giftvirkning i meget høje doser. Eksempelvis kan vand forårsage vandforgiftning. En anvendt målemetode er LD50, der beskriver den dosering, som ville slå halvdelen af de testede individer ihjel.
| Kemi | Spire Denne artikel om kemi er en spire som bør udbygges. Du er velkommen til at hjælpe Wikipedia ved at udvide den. |